# کسی که همه‌چیز را به من آموخت
« کسی که همه چیز را به من آموخت» تک‌آهنگی از هنرمند اهل کانادا سلین دیون است که در ۸ آوریل ۲۰۱۴ منتشر شد.